# Alexej Šumakov
Alexej Vasiljevič Šumakov (rusky Алексей Васильевич Шумаков; * 7. září 1948 Počet, RSFSR) je bývalý sovětský zápasník, reprezentant v zápase řecko-římském. Vítěz olympijských her, mistr světa a Evropy.
Zápasu se věnoval od roku 1966. Vrcholem jeho kariéry byl zisk zlaté olympijské medaile v papírové váze v roce 1976 na hrách v Montréalu. Ve stejném roce vybojoval titul mistra Evropy a v roce 1977 titul mistra světa. V roce 1978 a 1979 vybojoval stříbro na mistrovství světa a v roce 1974 a 1975 stříbro na mistrovství Evropy. V roce 1972 a 1979 vybojoval sovětský titul. Po ukončení aktivní kariéry se zápasu věnoval jako trenér. Od roku 1984 se na jeho počest v Krasnojarsku koná juniorský turnaj.